# Langia szechuana
Langia szechuana är en fjärilsart som beskrevs av Chu och Wang 1980. Langia szechuana ingår i släktet Langia och familjen svärmare. Inga underarter finns listade i Catalogue of Life.